# Hector Abdelnour
Héctor Antonio Abdelnour Mussa (* 15. Dezember 1921 in El Pilar, Sucre; † 1. August 2002 in Puerto Cabello) war ein venezolanischer Militäroffizier der Marine. Er war am Sturz von Präsident Marcos Pérez Jiménez und an der Hilfs- und Waffenlieferung an die kubanische Revolution im Jahr 1958 beteiligt.

## Leben
Abdelnour war ein Sohn libanesischer Einwanderer und begann seine militärische Karriere 1939 an der Escuela Naval in Venezuela. 1943 wurde er Offizier der Marine. Während seiner Karriere wurde er zu verschiedenen Reisezielen entsandt und 1956 wurde er zum Corvette-Captain befördert.
Anfang 1958 beteiligte er sich an den Aktionen der Streitkräfte Venezuelas, die zum Sturz von Marcos Pérez Jimenez führten. Er wurde zum Assistenten des Militärrates der provisorischen Regierung ernannt, die im selben Jahr eine Geldsammlung unter den Venezolanern, bekannt als un bolivar para la sierra, durchführte, die dazu bestimmt war, den kubanischen Revolutionären Hilfe und Waffen zu schicken. Abdelnour war verantwortlich für den Kauf des Flugzeugs, um die Hilfe zu senden, und beteiligte sich an dieser im Dezember erfolgten Übertragung in Richtung Sierra Maestra.
1959 wurde Abdelnour zum Fregatte-Captain befördert und setzte seine militärische Karriere bis 1970 fort.

## Ehrungen
- 1958 – Auftrag von Francisco de Miranda[11]
- 1959 – Croce Eracliana di Seconda Classe[12]
- 1959 – Medaille der Eloy Alfaro-Stiftung in Panama[12]